# Ferruzzi
Ferruzzi S.p.A. fu un gruppo agroalimentare italiano fondato da Serafino Ferruzzi, a Ravenna, nel 1948.
Salì alla ribalta delle cronache negli anni ottanta quando diventò azionista di maggioranza della Montedison.

## Storia

### Serafino Ferruzzi
Figlio di agricoltori, Serafino Ferruzzi nacque a Ravenna nel 1908; dopo le scuole superiori, fino allo scoppio della guerra lavorò come rappresentante della Montecatini per la Romagna. Nel 1942 si laureò in agraria a Bologna e nel 1948 costituì con due soci la società a responsabilità limitata Ferruzzi Benini e C. (dal 1956 Ferruzzi e C.); attività della società era il commercio di materie prime agricole, in particolare cereali.
Inizialmente Ferruzzi si limitava a ritirare le partite di merce al porto di Ravenna, ma con l'aumentare dei traffici negli anni cinquanta la società iniziò a dotarsi di una rete di silo per lo stoccaggio situati inizialmente nei maggiori porti italiani e successivamente a noleggiare le navi per ritirare la merce direttamente ai porti d'imbarco degli Stati Uniti e del Sud America. Poi preferirà comprarsele: avranno sulle ciminiere una grande F verde, la effe di Ferruzzi, circondata da una corona di sette spighe di grano.
Negli anni sessanta la Ferruzzi arrivò a insediarsi direttamente con i propri silos in Argentina e negli USA, diventando una delle maggiori compagnie di compravendita del mondo e acquistando grandi tenute agricole. Aveva anche un posto alla Borsa merci di Chicago, la più grande del mondo: Serafino era l'unico italiano ad esserci. In Italia all'attività commerciale si erano aggiunte attività industriali nella lavorazione dei semi oleosi (Italiana Olii e Risi) e nella produzione del calcestruzzo (Calcestruzzi); nonostante l'esteso giro d'affari, a causa della riservatezza di Serafino Ferruzzi l'azienda era poco conosciuta dal grande pubblico, pur essendo entrata nel capitale della Unicem (oggi Buzzi Unicem) in società con la famiglia Agnelli.
Solo nel luglio 1975, in seguito ad un articolo pubblicato su un giornale di New York e ripreso da un piccolo quotidiano economico romano, Il Fiorino, gli italiani appresero dell'esistenza in Romagna di uno dei più grossi mercanti di cereali del mondo. Il 10 dicembre 1979 Serafino Ferruzzi morì in un incidente occorso al suo aereo privato: in fase di atterraggio all'aeroporto di Forlì l'aereo si schiantò contro una villetta allineata con la pista. Con Ferruzzi morirono altre quattro persone. L'aereo era un Learjet 36A, marche I-AIFA, l'acronimo degli eredi Ferruzzi, cioè Arturo, Idina, Franca e Alessandra, nati dal matrimonio, celebrato nel 1934, con Elisa Fusconi. L'eredità sarà plurimiliardaria.

### Raul Gardini
Dopo l'improvvisa morte del fondatore, gli eredi affidarono le deleghe operative per tutto il gruppo a Raul Gardini, marito di Idina Ferruzzi. In anni in cui l'Europa andava trasformandosi da importatore a esportatore di cereali, le attività di compravendita persero importanza. Furono progressivamente sostituite dalla vendita sul mercato italiano della soia prodotta nelle tenute agricole della Ferruzzi in Argentina. In pochi anni Gardini trasformò la Ferruzzi, che fino ad allora traeva l'80% dei ricavi dal trading, in un gruppo prevalentemente industriale, grazie a una politica di continue acquisizioni: tra il 1981 e il 1986 rilevò il controllo del maggiore produttore di zucchero italiano, l'Eridania, allora quotata in Borsa, e del produttore francese di zucchero Beghin Say. Non riuscì invece il tentativo di acquisire l'inglese British Sugar.
Negli anni Ottanta, Gardini ebbe l'intuizione di far produrre bioetanolo al Gruppo Ferruzzi a partire dalle eccedenze alimentari distrutte nell'Unione europea.
Nel 1987 fu la volta della divisione amido dell'americana CPC, nel 1988 di Central Soya e Leiseur Koipe specializzate nella lavorazione della soia. Dopo quest'ondata di acquisti, Gardini non si fermò, ma si preparò all'acquisizione in Borsa della maggioranza del gruppo Montedison, il principale polo chimico privato italiano. La maggioranza della Montedison fu acquisita in varie fasi tra il 1985 e il 1987 con un investimento finale di 2400 miliardi di lire, grazie ad aumenti di capitale dalle varie società del gruppo, in anni in cui il mercato finanziario italiano conosceva una fase di euforia grazie alla nascita dei primi fondi comuni di investimento: questo permise alla Ferruzzi di raccogliere le necessarie risorse finanziarie da impiegare nelle acquisizioni.
Anche per questo, la politica di riservatezza di Serafino Ferruzzi fu abbandonata e Gardini fu un personaggio molto esposto sui mass media. Nel 1985 Gardini lanciò anche un progetto, che poi non fu realizzato, per sfruttare le eccedenze agricole della Comunità Europea per produrre etanolo, da impiegare come antidetonante per la benzina. Gardini ha sempre avuto l'idea innovativa di sviluppare prodotti chimici a basso impatto ambientale utilizzando materie prime di origine agricola.
Nel 1989 creò nell'ambito Montedison la Fertec (Ferruzzi Ricerca e Tecnologia), il centro di ricerca per sviluppare due progetti: il biodiesel e le bioplastiche. Questo secondo progetto, basato sull'amido di mais, il grano e la patata, fu affidato al team di Catia Bastioli che in seguito realizzò con la Novamont queste nuove bioplastiche. All'epoca l'intuizione di Gardini sollevò solo sorrisi scettici.

### La crisi
Dopo avere preso il controllo della Montedison con una spesa di 2 400 miliardi di lire, il gruppo Ferruzzi-Montedison diventò il secondo gruppo industriale privato italiano con ricavi per circa 20 000 miliardi di lire, con 52 000 dipendenti e più di 200 stabilimenti in tutto il mondo, oltre che il maggior produttore europeo di zucchero e in posizioni di vertice per quello che riguarda olii di semi, farine proteiche e amido; in parallelo alle dimensioni, cresceva però anche l'indebitamento del gruppo, che riguardava sia la holding Ferfin 
che le controllate.
Attraverso Montedison, la Ferruzzi si ritrovò coinvolta nel progetto Enimont (la fusione dei due colossi chimici del Paese, Montedison ed EniChem), che si trascinò per due anni tra il 1989 e il 1990. L'agognato obiettivo fu raggiunto, ma la fusione durò appena un anno. Non riuscendo ad acquisire la maggioranza del nuovo colosso industriale, Gardini fu costretto dalla famiglia Ferruzzi a cedere le quote all’Eni. Nelle casse della Ferfin entrarono 2 800 miliardi di lire, ma intanto i rapporti personali tra Gardini ed i Ferruzzi si guastarono irrimediabilmente.
Nel giugno 1991, in modo abbastanza inaspettato, Gardini fu estromesso da tutte le cariche che ricopriva nelle società del gruppo, sostituito in Ferfin da Arturo Ferruzzi (presidente) e in Montedison da Carlo Sama (AD), anche lui genero di Serafino Ferruzzi (aveva sposato la figlia Alessandra).
Nel 1993 la crisi finanziaria del gruppo si andò intrecciando con la fase più acuta di Tangentopoli, con le indagini sul caso Enimont che portarono al coinvolgimento e all'incarcerazione di numerosi dirigenti del gruppo, tra cui Sergio Cusani, Giuseppe Garofano e Carlo Sama; lo stesso Gardini si suicidò nel luglio del 1993 quando era imminente il suo arresto.
Negli stessi giorni la Ferfin dichiarò la propria incapacità di fare fronte al pagamento degli interessi sul debito e la famiglia Ferruzzi conferì a un comitato di banche creditrici (coordinato da Mediobanca) un «mandato esclusivo ed irrevocabile» per la predisposizione di un piano di ristrutturazione, rinunciando nel contempo a tutte le cariche societarie, a qualsiasi decisione strategica riguardante il gruppo e infine alle proprie azioni, conferite in pegno ai creditori. Il 30 giugno le banche esautorarono i Ferruzzi, Carlo Sama e gli altri amministratori costringendoli alle dimissioni. Arturo Ferruzzi fu sostituito da Guido Rossi e Carlo Sama da Enrico Bondi.
Due anni dopo, il 17 giugno 1995, le banche, ben 311, rinunciarono a 1126 miliardi di lire di crediti e comprarono a 1950 lire l'una, al doppio cioè delle quotazioni di Borsa, le azioni Ferruzzi rimaste in mano alla famiglia che così poté riprendersi le tenute in Argentina, proprietà come la villa a Roma sull'Appia Antica, qualche decina di miliardi di liquidità.
Anni dopo, Carlo Sama definì l'accaduto «un esproprio» e affermò in un'intervista:
(Carlo Sama)
In realtà l'indebitamento era di 31.000 miliardi di lire; inoltre Mediobanca tentò anche di consentire alla famiglia ravennate di mantenere una partecipazione quale azionista di riferimento, ma i Ferruzzi, si rifiutarono di conferire le risorse.

### Fersam
A metà degli anni novanta Alessandra Ferruzzi ha riacquistato all'asta parte delle tenute agricole appartenute al padre Serafino, in particolare in America Meridionale, costituendo a Città del Lussemburgo la società Fersam (Ferruzzi-Sama), che si occupa della gestione di aziende agricole e di fornitura di servizi in ambito agricolo. Dal 2005, Fersam è presente con il 2% nel capitale della società quotata Bonifiche Ferraresi. Nel 2009 ha ridotto la quota sotto il 2% per poi uscirne.